# Dichelachne inaequiglumis
Dichelachne inaequiglumis là một loài thực vật có hoa trong họ Hòa thảo. Loài này được (Hack. ex Cheeseman) Edgar & Connor mô tả khoa học đầu tiên năm 1982.